# 小惑星リダイレクトミッション

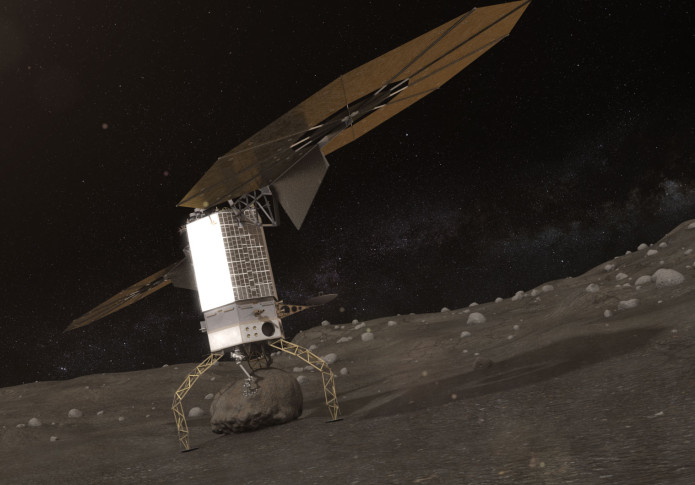
ロボットアームの端にあるグリッパーは、大きな小惑星から岩をつかんで固定するために使用される。ボルダーが固定されると、スラスターを使用せずに脚が押し出され、最初の上昇を行う。

小惑星リダイレクトミッション（しょうわくせいリダイレクトミッション、英語: Asteroid Redirect Mission（ ARM ））および小惑星イニシアチブ（しょうわくせいイニシアチブ）としても知られる小惑星回収と利用（しょうわくせいかいしゅうとりよう、英語: Asteroid Retrieval and Utilization（ ARU ））は、2013年にNASAによって提案された宇宙ミッション。小惑星回収ロボットミッション（ARRM）宇宙船は、大きな地球近傍小惑星とランデブーし、固定グリッパー付きのロボットアームを使用して、小惑星から4メートルの岩を回収する。
宇宙船は小惑星を特徴づけ、ボルダーを安定した月軌道に輸送する前に少なくとも1つの惑星防衛技術を実証する。そこでは、ロボットプローブと将来の有人ミッションであるARCM（小惑星リダイレクトクルードミッション）の両方でさらに分析できる。資金提供があれば、ミッションは2021年12月に開始され 、高度なイオンスラスターを含む将来の深宇宙への人間の遠征に必要な多くの新しい機能をテストするという追加の目的がある。
提出された2018年のNASA予算は、キャンセルを要求し、2017年4月にミッションは非資金提供の通知を受け取り 、NASAは2017年6月13日に「閉鎖」を発表した。ARM向けに開発されている主要な技術、特にロボットミッションで飛行するはずだったイオンスラスター推進システムは継続している。

## 目的

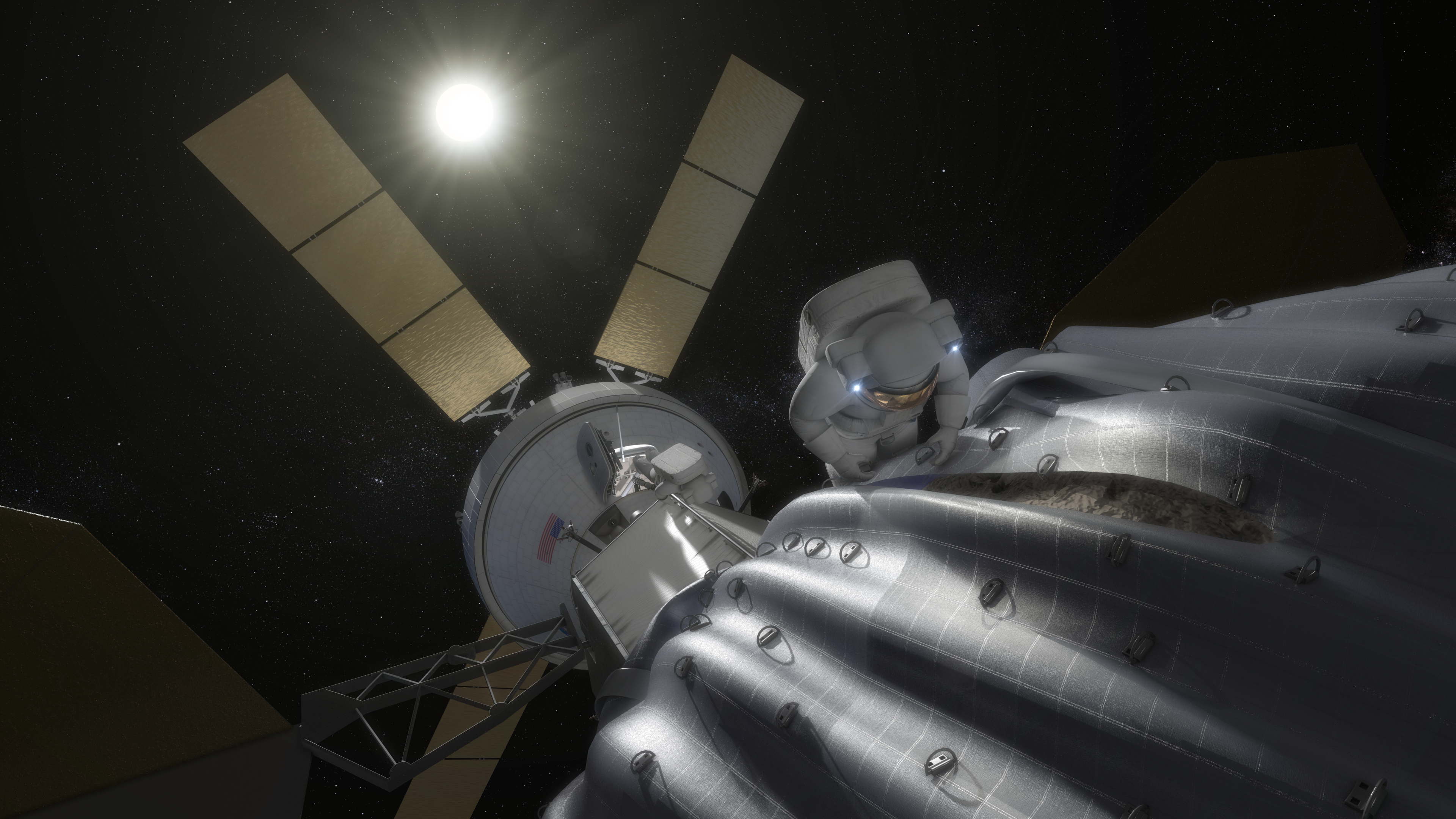
小惑星サンプルを採取するEVAの宇宙飛行士、バックグラウンドは、オリオン宇宙船

小惑星リダイレクトミッションの主な目的は、NASAの火星への旅の柔軟な経路に従って火星や他の太陽系の目的地への有人火星ミッションの準備に必要な深宇宙探査機能を開発することであった。

### 火星の先駆者
タイムクリティカルではない火星のロジスティクスを乗組員から分解する宇宙タグボートミッションは、コストを最大60％削減し（高度な太陽電気推進（イオンエンジン）を使用する場合）、乗組員が出発する前に重要なシステムのオンサイトチェックアウトを可能にすることにより、全体的なミッションリスクを軽減する。
太陽電気推進（SEP）の技術と設計が将来のミッションに適用されるだけでなく、ARRM宇宙船は再利用のために安定した軌道に残される。プロジェクトは、複数の給油機能のいずれかをベースライン化している。小惑星固有のペイロードはバスの一方の端にあり、将来のサービスによる取り外しと交換の可能性のために、または分離可能な宇宙船として、地球と月軌道の間に適格なスペースタグボートを残す。

### 追加の目的
二次的な目的は、小さな地球近傍小惑星を月軌道に乗せるために必要な技術を開発することであった –「小惑星はボーナスでした」。そこでは、2026年にオリオンEM-5またはEM-6 ARCMミッションの乗組員によって分析される可能性がある。
| NASA小惑星リダイレクトミッション |
| --- |
| 小惑星リダイレクトビークルは、危険なサイズの小惑星に対する「重力トラクター」惑星防衛技術を実証する。この方法は、宇宙船の質量（18トン ）とその6mのボルダー貨物（少なくとも20トン ）を利用して小惑星に重力を与え、小惑星の軌道をゆっくりと変化させる。 (ogv; gif) |

## 宇宙船の概要

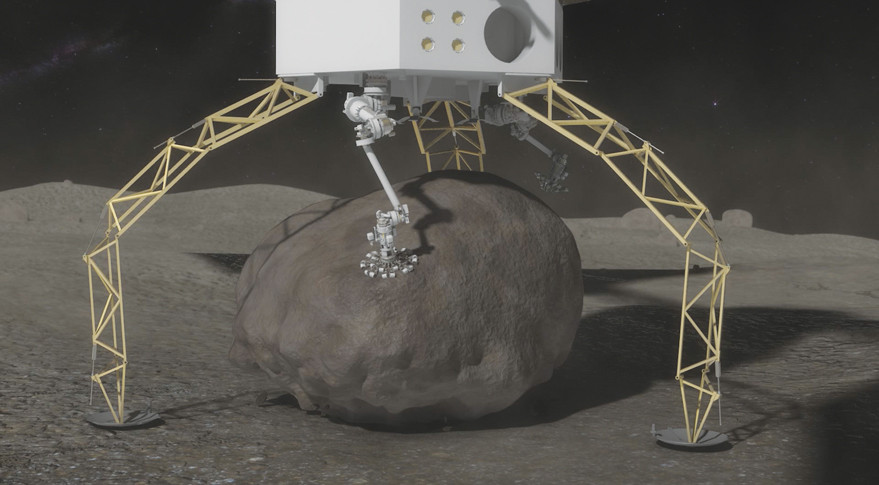
ロボットアームの端にある小惑星グリッパーは、大きな小惑星から6mの岩をつかんで固定するために使用される。統合型ドリルを使用して、巨礫を捕獲メカニズムに最終的に固定する。

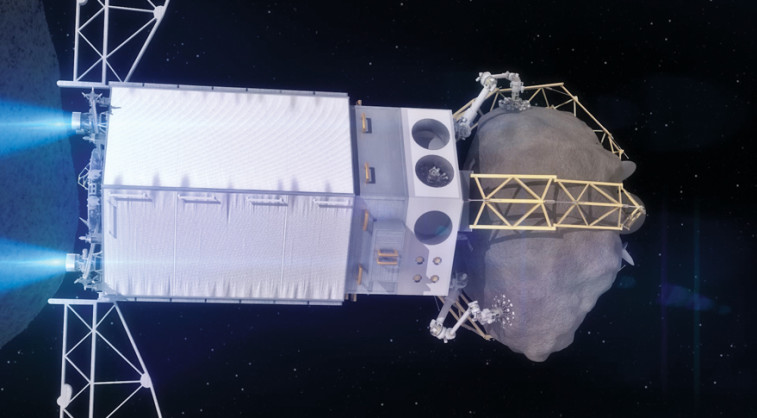
小惑星の表面から巨礫を捕獲した後、小惑星を出発する小惑星リダイレクトビークルのレンダリング。

ビークルは大きな小惑星に着陸し、ロボットアームの端にあるグリッパーが大きな小惑星の表面から岩をつかんで固定。グリッパーは岩を掘り下げ、強いグリップを作る。統合型ドリルを使用して、巨礫を捕獲メカニズムに最終的に固定します。ボルダーが固定されると、スラスターを使用せずに脚が押し出され、最初の上昇を行う。

## 歴史
NASAの管理者ロバート・フロッシュは1980年7月に「地球への小惑星の回収」について議会に証言した。しかし、彼はそれが当時実行不可能であったと述べた。
ARUミッションは、それが可能にする可能性のある小惑星への人間のミッションを除いて、2012年にケック宇宙研究所による実現可能性調査の対象であった。グレン研究センターによるミッションコストは約26億ドル 、そのうち1億500万ドルがコンセプトを成熟させるために2014年に資金提供された。NASAの関係者は、ARMは火星への有人火星探査の長期計画の1つのステップとして意図されていることを強調した。

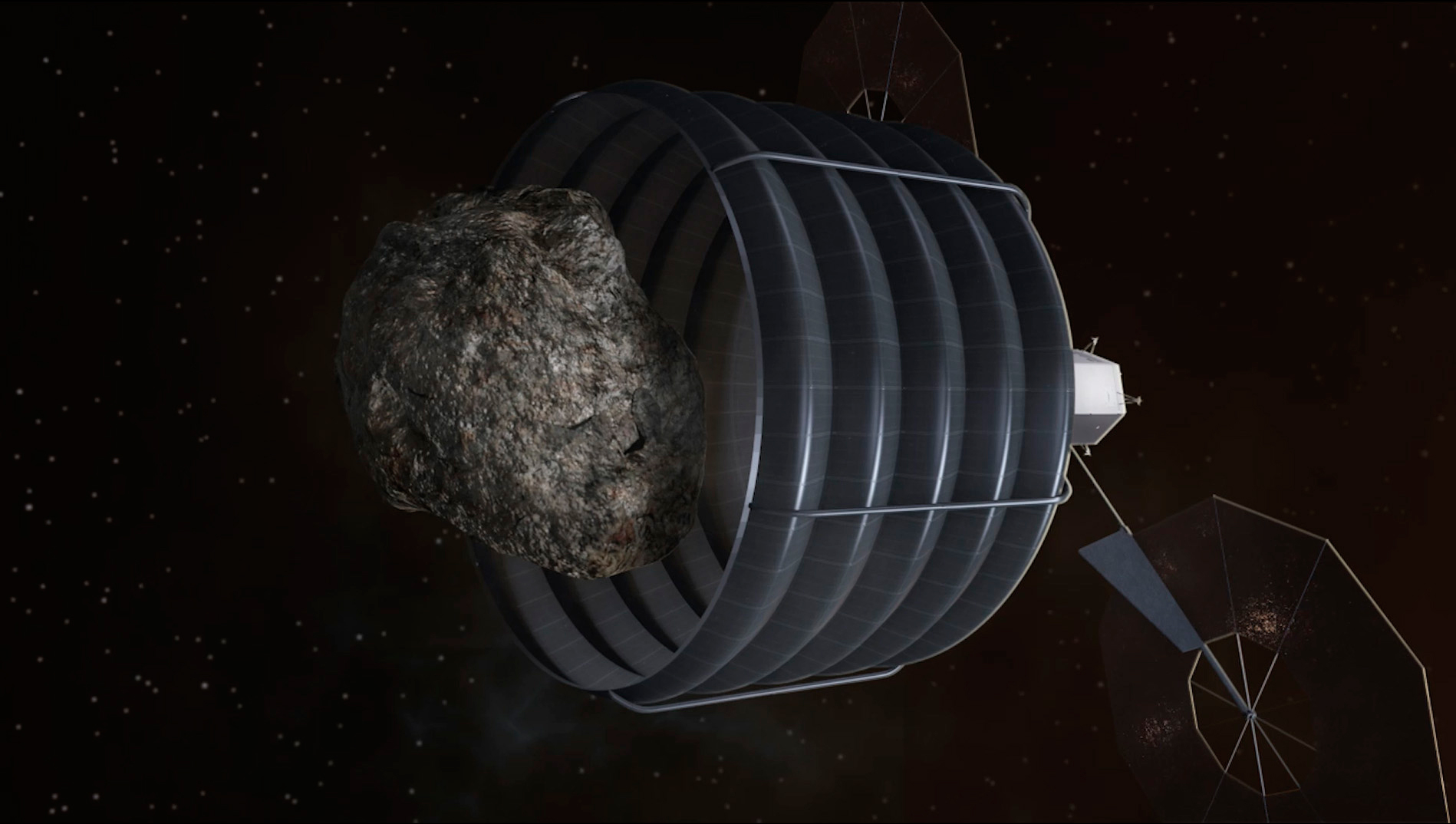
「オプションA」は、直径8 m個までの自由飛行小惑星を捕獲するのに十分な大きさのコンテナを配備することであった。

小さな小惑星を回収するために研究された2つのオプションは、オプションAとオプションB。オプションAは、直径8 m (26 ft)個の小さな小惑星を保持できる15メートル (49 ft)の大きなキャプチャバッグを装備し 、最大500トンの質量。2015年3月に選択されたオプションBは、ビークルを大きな小惑星に着陸させ、ロボットアームを展開して、表面から直径4 m (13 ft)までの岩を持ち上げ、輸送して月軌道に配置する。このオプションは、将来のランデブー、自律ドッキング、着陸船、サンプラー、惑星防衛、鉱業、および宇宙船の整備技術により関連性があると特定された。